# Schiffssetzungen von Munkhagen
 Die restaurierten Schiffssetzungen von Munkhagen liegen nördlich von Havdhem und östlich der Straße 142 nach Hemse am höchsten Geländepunkt im Wald, im Süden der Insel Gotland in Schweden.
- Das eine Schiff der Schiffssetzung (schwedisch Skeppssättning) ist etwa 10,0 Meter lang und drei Meter breit. Die Steine sind etwa 1,2 Meter hoch.
- Das zweite Schiff ist etwa 12,0 Meter lang und 3,5 Meter breit. Der südliche Heckstein ist 1,4 Meter hoch. Die wahrscheinlich aus der späteren Bronzezeit stammenden Schiffe haben einen gemeinsamen Heck- bzw. Bugstein, was auf Gotland nicht einmalig ist. Sie wurden ausgegraben, wobei verbrannte Knochen gefunden wurden.

In der Nähe befinden sich mehrere runde Steinsetzungen (schwedisch Stensättningar).